# Vartàn
Vartàn è una serie a fumetti di genere erotico con ambientazione western, ideata e sceneggiata da Furio Viano e disegnata da Sandro Angiolini, pubblicata in Italia dal 1969 al 1977 dalla Furio Viano Editore. Il personaggio nasce sull'onda del successo del nascente fumetto erotico italiano e in particolare di serie come Isabella, di poco precedente, e rientra nella vastissima categoria di eroine erotiche italiane degli anni settanta come Zora la vampira, Maghella, Biancaneve, Lucifera, Jacula e Sukia.

## Caratterizzazione del personaggio
Gli autori realizzano il personaggio con tratti che la fanno assomigliare alla cantante francese Sylvie Vartan dalla quale prende anche il nome.

## Trama
L'argomento principale sono le avventure sessuali della sua protagonista, una giovane meticcia di nome Vartàn, una bellissima e formosa fanciulla figlia un bianco e di un'indiana, bionda e con gli occhi azzurri, che combatte contro malvagi europei e bande di indiani rivali. Per condurre alla rovina i suoi nemici usa come arma principale il suo corpo, coperto solo da un tipico vestito indiano che la copre a malapena. Sposata con Rik Winson, che però la tradisce, è innamorata di Kid West, un militare del corpo delle giubbe rosse, ma ha anche vari partner sessuali occasionali, sia maschili che femminili. Vartàn viene spesso catturata e torturata sadicamente, mettendo così spesso in mostra il corpo completamente nudo della protagonista. I bianchi vengono mostrati come spietati e senza scrupoli, mentre i pellerossa come buoni e indifesi, tuttavia non vi è una vera esaltazione degli indiani, che risultano inevitabilmente in posizione di inferiorità.

## Storia editoriale
La serie venne pubblicata dal 1969 al 1977 per 200 numeri dalla casa editrice Furio Viano Editore con testi realizzati da Furio Viano e Paolo Ghelardini e disegnata da Sandro Angiolini. Nel 1980 verrà ristampata per pochi numeri dalla Edifumetto.